# إرنست ليمان
إرنست ليمان (بالإنجليزية: Ernest Lehman)‏ هو منتج أفلام وكاتب سيناريو أمريكي، ولد في 8 ديسمبر 1915 في نيويورك في الولايات المتحدة، وتوفي في 2 يوليو 2005 في لوس أنجلوس في الولايات المتحدة.

## وصلات خارجية
- إرنست ليمان على موقع IMDb (الإنجليزية)
- إرنست ليمان على موقع ألو سيني (الفرنسية)
- إرنست ليمان على موقع تيرنر كلاسيك موفيز (الإنجليزية)
- إرنست ليمان على موقع أول موفي (الإنجليزية)
- إرنست ليمان على موقع قاعدة بيانات برودواي على الإنترنت (الإنجليزية)
- إرنست ليمان على موقع قاعدة بيانات الأفلام السويدية (السويدية)
- إرنست ليمان على موقع قاعدة بيانات الفيلم (الإنجليزية)
- إرنست ليمان على موقع كينوبويسك (الروسية)